# Kalophrynus intermedius
Espèce
Statut de conservation UICN

 LC  : Préoccupation mineure
Kalophrynus intermedius est une espèce d'amphibiens de la famille des Microhylidae.

## Répartition
Cette espèce est endémique de Bornéo. Elle se rencontre entre 150 et 300 m d'altitude, :
- au Brunei ;
- en Indonésie au Kalimantan ;
- en Malaisie orientale dans l’État du Sarawak.

## Description
Kalophrynus intermedius mesure de 35 à 40 mm pour les femelles.

## Étymologie
Son nom d'espèce, du latin intermedius, « intermédiaire », lui a été donné en référence à sa taille considérée comme intermédiaire au sein du genre Kalophrynus.

## Publication originale
- Inger, 1966 : The systematics and zoogeography of the amphibia of Borneo. Fieldiana, Zoology, vol. 52, p. 1–402 (texte intégral).